# Florian Bugalho
Florian Bugalho, né le 26 juin 1998 à La Garenne-Colombes, est un gymnaste aérobic français, évoluant à l'Union gymnique d'Aix-les-Bains.
Il remporte la médaille d'or en step aux Championnats du monde de gymnastique aérobic 2016.
Il est médaillé de bronze en trio aux Jeux mondiaux de 2017.